# Termoors
Termoors (Limburgs: Termoorsj) is een buurtschap van Ransdaal in de gemeente Voerendaal in het zuiden van de Nederlandse provincie Limburg. Het bestaat uit 10 boerderijen en huizen die samen circa 30 inwoners huisvesten.
De nederzetting bevindt zich in het Ransdalerveld, aan de weg richting Craubeek. Hier ligt een van de hoogste bruggen van Nederland over het spoor.
Dorpen: Klimmen · Kunrade · Ransdaal · Ubachsberg · Voerendaal

Gehuchten: Colmont · Craubeek · Fromberg · Mingersborg · Retersbeek · Termaar · Weustenrade · Winthagen

Buurtschappen: Barrier · Dolberg · Hellebeuk · Koulen · Kruishoeve · Kunderberg · Lubosch · Opscheumer · Overheek · Termoors · Terveurt

Limburg: Steden en dorpen      Nederland: Provincies · Gemeenten